# Armed Robotic Vehicle

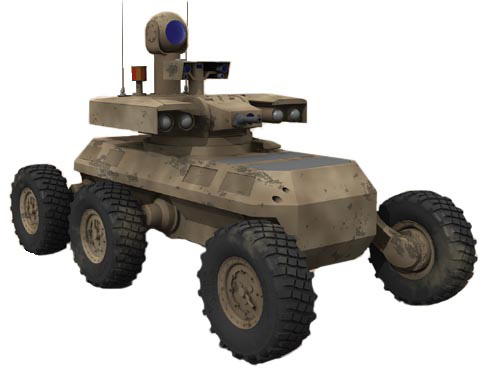
Armed Robotic Vehicle (ARV)

Das Armed Robotic Vehicle (ARV) (dt. bewaffnetes Roboterfahrzeug) ist ein eingestelltes Projekt für ein unbemanntes Bodenfahrzeug und war somit Teil des Programms Future Combat Systems der United States Army. Es sollte vor der Streichung am 12. Februar 2007 ursprünglich zwei Versionen geben: Eine Angriffsvariante und eine Aufklärungsversion. Das Fahrzeug wäre bei einer Realisierung Teil des militärischen Global Information Grid gewesen.

## Versionen
Die beiden Versionen sollten das gleiche Chassis verwenden. Die Aufklärungsversion sollte Aufklärungsaufgaben übernehmen und Unattended Ground Sensors verlegen. Es sollte dabei eigene Einheiten im Kampf unterstützen und als Kommunikationsrelais dienen.

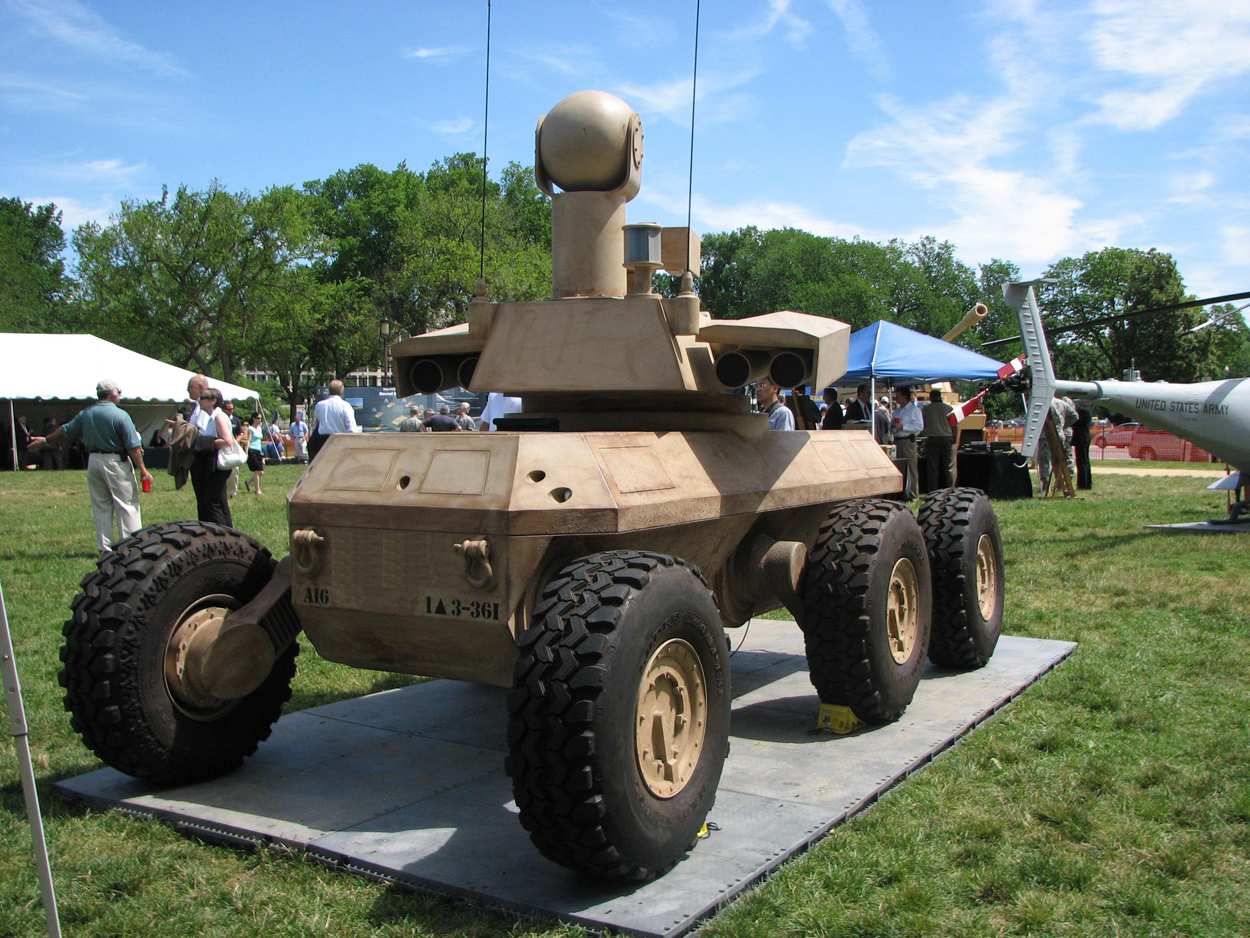
ARV auf der Ausstellung der FCS National Mall am 11. Juni 2008

Die Angriffsversion sollte die Umgebung in gefährlichem Gelände aufklären (MOUT), Sensoren verlegen, als Kommunikationsrelais dienen und entdeckte Ziele bekämpfen. Der Unterschied bestand darin, dass die Aufklärungsversion keine Panzerabwehrlenkwaffen, aber ein mastmontiertes Sichtgerät besitzen sollte.